# Wukesong Arena
El Wukesong Arena, también conocido como Cadillac Center, es un pabellón deportivo multipropósitos ubicado en el Centro cultural y deportivo Wukesong en el distrito de Haidian de Pekín (China). Originalmente fue creado para los Juegos Olímpicos de Pekín 2008 y tiene capacidad para 18 000 espectadores. En él se disputaron las competiciones de baloncesto en los Juegos Olímpicos y partidos de la Copa Mundial de Baloncesto de 2019. Para los Juegos Olímpicos de 2022 se disputarán los partidos del hockey sobre hielo femenino.